# Zubrzyca (rejon turczański)
Zubrzyca (ukr. Зубриця) – wieś nad Rybnikiem Zubrzyckim na Ukrainie, w obwodzie lwowskim, w rejonie drohobyckim (do 2020 roku w rejonie turczańskim). Liczy około 157 mieszkańców. Pierwsza wzmianka o miejscowości pochodzi z 1578 r.
W II Rzeczypospolitej wieś w powiecie turczańskim województwa lwowskiego. W lutym 1940 NKWD zesłało na Syberię 9 Polaków. W październiku 1944 nacjonaliści ukraińscy z OUN-UPA zamordowali tutaj 20 Polaków.

## Ważniejsze obiekty
- Cerkiew greckokatolicka